# Box (entreprise)
 (août 2023).
Pour les articles homonymes, voir Box.
Box Inc (anciennement Box.net) est une entreprise américaine de partage de fichiers et de collaboration en ligne, fondée en 2005 et basée à Los Altos (Californie).
Box propose aux entreprises tout comme aux particuliers une plateforme de partage de contenu, sécurisée et évolutive. Cette solution a été adoptée par plus de 280 000 entreprises clientes, dont Schneider Electric, Eurostar, Zodiac Pool Solutions, le Conseil Supérieur de l’Ordre des Experts Comptables, General Electric, AstraZeneca, Procter & Gamble ou encore Oxfam.

## Historique

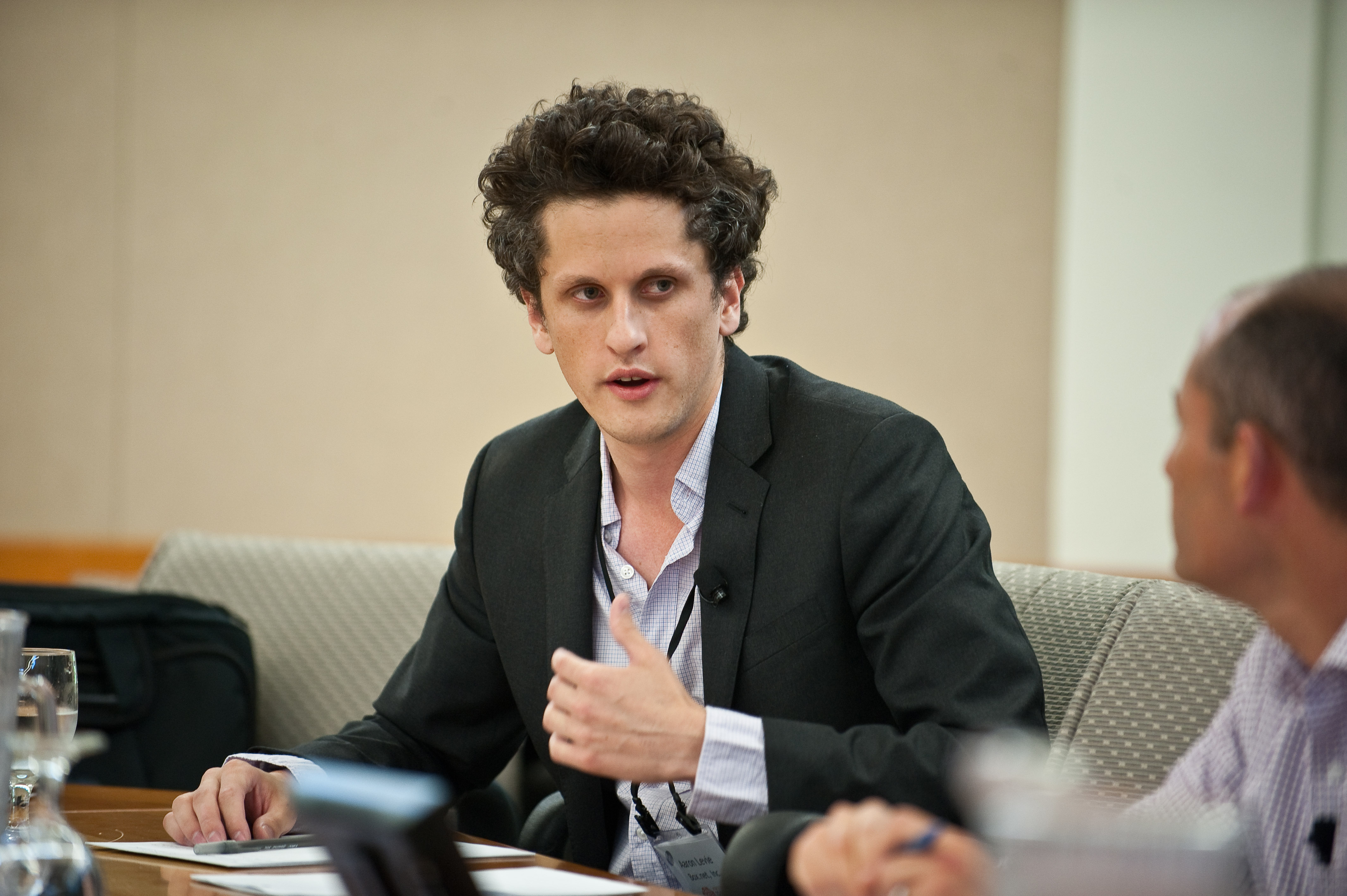
Aaron Levie, CEO et cofondateur de Box

Box Inc a été fondée en 2005 à Mercer Island (Washington) par Aaron Levie et Dylan Smith, deux amis d'enfance. Parmi les investisseurs figure le milliardaire  Mark Cuban qui a apporté un financement en 2005. 
En 2011, elle est considérée comme une des sociétés les plus prometteuses, classée en 18e position par le magazine Forbes. La même année l'entreprise effectue deux levées de fonds : une de 48 millions de dollars auprès notamment de Meritech Capital Partners, Andreessen Horowitz et Emergence Capital Partners, dont 10 millions de dettes auprès d'Hercules Technology Growth Capital, une autre de 81 millions menée notamment par SAP et Salesforce.com qui élève sa valorisation à plus de 600 millions de dollars.
À la mi-2012, Box a effectué une levée de fonds auprès de General Atlantic et de certains investisseurs historiques pour un montant total de 125 millions de dollars, valorisant ainsi Box  entre 1,2 et 1,5 milliard de dollars.
En 2013, l'entreprise compte 20 millions d'utilisateurs.
En 2014 ses revenus s'élèvent à 124 millions de dollars contre 58,8 l'année précédente, tandis que ses pertes montent à 168 millions.
Le 23 janvier 2015, Box entre en cotation à la Bourse de Wall Street (New York Stock Exchange) au prix de 14 dollars par action, ce qui établit sa valorisation à 1,67 milliard de dollars alors que sa dernière levée de fonds montait à 2,4. Elle cherche à lever 201 millions de dollars pour faire face à ses dépenses. L'entreprise n'est toujours pas rentable mais ses revenus sont en très forte hausse (+70 % pour le dernier semestre 2014) et la croissance de ses dépenses ralentit.

## Concurrents
- Dropbox
- Google Drive
- Infinit
- OneDrive (anciennement SkyDrive)
- Sugarsync[21]
- iCloud
- hubiC
- oodrive
- kDrive